# Parti socialiste suisse
Pour les autres articles nationaux ou selon les autres juridictions, voir Parti socialiste.
 (juillet 2019).
Le Parti socialiste suisse (PS) (en allemand : Sozialdemokratische Partei der Schweiz [SP] ; en italien : Partito socialista svizzero [PS] ; en romanche : Partida socialdemocrata da la Svizra [PS]) est un parti politique suisse de gauche,,, fondé le 21 octobre 1888, membre de l'Internationale socialiste et membre associé du Parti socialiste européen.
Il est l'un des quatre partis représentés au Conseil fédéral, où il compte deux membres depuis l'introduction de la formule magique en 1959.

## Programme et idéologie
Ses valeurs fondamentales sont la justice sociale et l'égalité entre tous les membres de la société.
Son programme de 2010, confirmé par un papier de position de 2017,, réaffirme le « socialisme démocratique » et le « dépassement du capitalisme » comme valeurs fondamentales. Il entend ainsi promouvoir la démocratisation des entreprises, une répartition moins inégalitaire des richesses, l'amélioration des conditions de travail et le respect de l’environnement. Concrètement, il s'agit de permettre l'essor de l’économie sociale et solidaire à hauteur de 10 % du PIB, défendre les services publics, introduire des droits de codécision pour les collaborateurs, reconnaitre les proches aidants, réduire à terme le temps de travail, renforcer le pouvoir des consommateurs, ou encore établir un approvisionnement régional en énergie. Le Parti socialiste a toutefois refusé d'inscrire dans son programme une rupture avec le système des trois piliers et la semaine de 35 heures.
Le PS suisse combat toutes les formes de discrimination « à commencer par celles qui perdurent entre les sexes, l’identité sexuelle et l’orientation sexuelle ». C'est aussi le plus grand parti europhile de Suisse, soutenant l'entrée de la Suisse dans l'Union européenne, contrairement à la majorité des autres partis.

## Histoire

Ancien logo du PS suisse

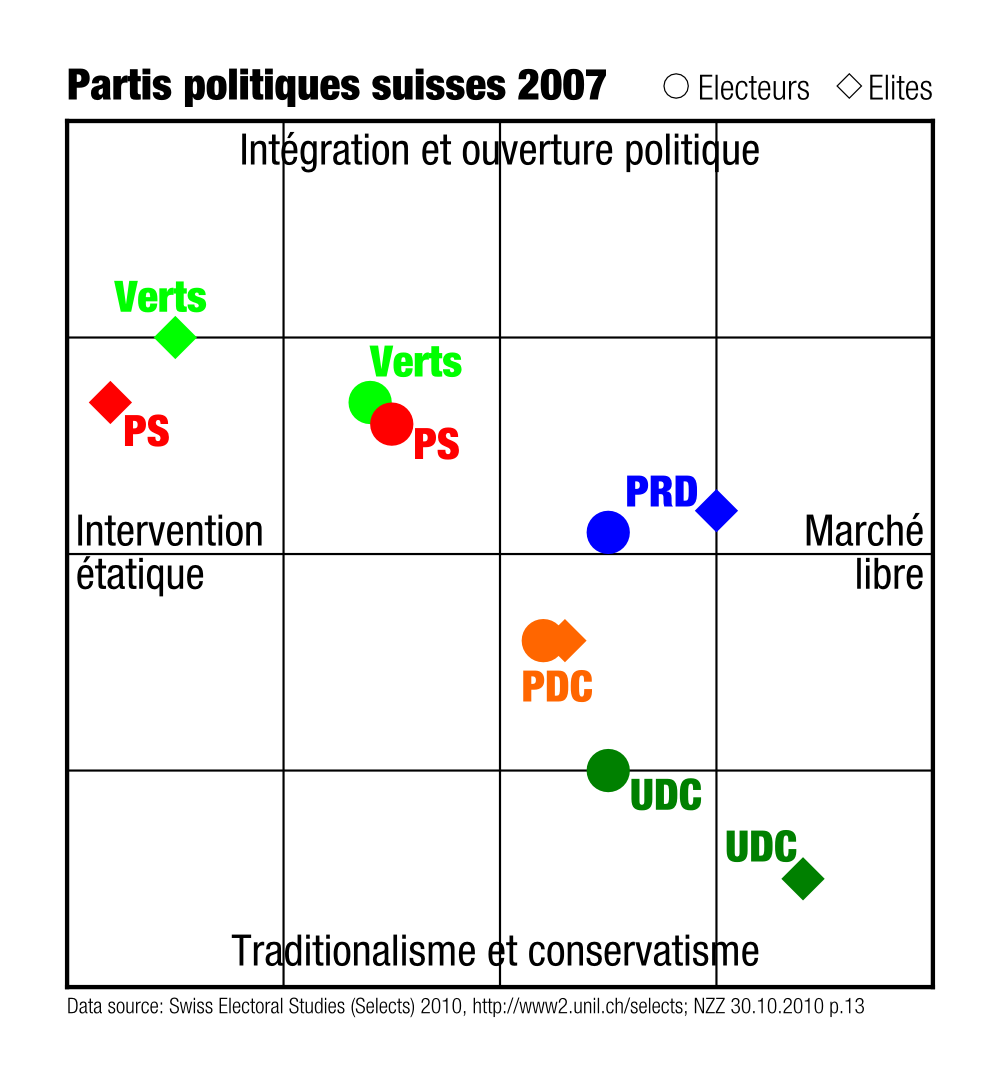
Positionnement politique du PS en 2007.

### Naissance et scission d'avec les communistes
La naissance du socialisme en Suisse s'insère dans le mouvement socialiste européen du XIXe et début du XXe siècle. Les idées socialistes sont apparues en Suisse vers les années 1830 lorsque des groupes d'ouvriers allemands s'y réunissaient afin de discuter de questions sociales et politiques. En 1838, une trentaine d'ouvriers, employés de commerce et étudiants fondèrent la Société du Grütli à Genève. En 1864, Jean-Philippe Becker constitua une section Suisse de l'Internationale socialiste fraîchement fondée à Londres. En 1870, le Parti socialiste suisse lui-même fut fondé à Zurich avec le soutien de la société du Grütli.
« À la différence des autres partis, qui avaient commencé par se constituer sur le plan cantonal avant de devenir des grands partis nationaux, le Parti socialiste se forma immédiatement au-dessus des frontières cantonales, organisant dans les différents cantons des sections dépendant du comité central. » (Jean-Charles Biaudet). À l'inverse des autres mouvements politiques suisses, le mouvement politique socialiste s'est développé du haut, de la sphère internationale, vers le bas, les cantons.
Le premier congrès ouvrier suisse réunissant notamment le Parti socialiste, la société du Grütli et les syndicats fut tenu à Olten en 1873. Il en sortit une association d'ouvriers qui se transformera plus tard en Union syndicale suisse. Le nombre des adhérents ne cessait de croître dans un mouvement adhérant très nettement à la lutte des classes et au marxisme, chapeauté politiquement par le Parti socialiste. En 1874, le Parti socialiste demandait la révision de la Constitutions de 1848. Entre 1890, date de son entrée au Conseil national, et 1914, le Parti socialiste put accroître sa députation à 17 parlementaires fédéraux.
Au cours de la Première Guerre mondiale, le Parti socialiste suisse, sous l'influence forte du marxisme, réaffirma le programme de l'avènement politique du socialisme par la révolution. Lénine, réfugié en Suisse de 1914 à avril 1917, était alors membre du Parti socialiste suisse et entretenait des liens étroits avec l'aile gauche dirigée par son ami Platten. Sa présence en Suisse était marquée par de nombreuses interventions publiques. En 1917, Lénine retourna en Russie pour la révolution avec l'aide de ses amis Robert Grimm et Platten. Les éléments socialistes révolutionnaires exploitaient le mécontentement social résultant du rationnement et des privations causés par la guerre et sa longueur, intensifiant les menées anti-militaristes. En 1917, en pleine guerre mondiale, le Parti socialiste suisse refusait le budget militaire et appela au refus de servir. La même année, de connivence avec le Conseiller fédéral Arthur Hoffmann des membres du Parti socialiste tentèrent de faciliter une paix séparée entre l'Allemagne et la Russie révolutionnaire. Cette manœuvre outragea l'opinion publique suisse et conduisit à la démission de Hoffmann et son remplacement par le Genevois Gustave Ador. En 1918, cette politique de la confrontation sociale culmina dans la grève générale décrétée par le Comité d'Olten, impliquant 250 000 grévistes,,,.
En effet, le Comité d'Olten, le conseil supérieur de l'Extrême gauche sous la présidence de Robert Grimm et la légation des Soviets à Berne sous la direction de Ian Antonovitch Berzin (pseudonyme : « Winter ») chef de mission de l'URSS à Berne et secondé de Zalkinde (parent de Léon Trotski), encouragés par la révolution russe collaboraient activement à la subversion du régime constitutionnel et du gouvernement suisse afin de permettre l'avènement de la dictature rouge en Suisse. La révolution socialiste suisse devait éclater le 10 novembre 1918 sur l'ordre de Moscou. Lénine lui-même avait déjà nommé le camarade Radeck (Sobelsohn de son vrai nom) dictateur de la Suisse. Lénine projetait d'engager la révolution socialiste en Europe et dans le monde à partir de la Suisse. Il s'ensuivit une propagande intense dans les milieux ouvriers et dans l'armée conduisant à des émeutes fréquentes à travers le pays. L'audace des révolutionnaires socialistes, appuyés par la présence de 30 000 déserteurs et réfractaires à la guerre de 14-18 et ayant trouvé refuge en Suisse, s'engagèrent dans de nombreux coups de force, dont la tentative de s'emparer des arsenaux de Zurich et Berne, de bâtiments publics, d'usines électriques et de banques les 6-7 novembre 1918. Le 6 novembre, les troupes militaires furent mises en état d'alerte et repoussèrent les actions révolutionnaires. Le 10 novembre, le Comité d'Olten, gouvernement révolutionnaire parallèle en marge des institutions, proclama la grève générale, exigeant la démission du Conseil fédéral et la dissolution du parlement, le droit de vote des femmes, le travail obligatoire et la socialisation de l'armée. Le 11 novembre, le Conseil fédéral donna mission à l'armée de rétablir l'ordre intérieur. Dans les jours qui suivirent, l'armée dut faire face aux émeutes, sièges décrétés dans les principales villes et aux combats de rue. Le 13 novembre, le Conseil fédéral ordonna l'expulsion vers l'Allemagne de la légation des Soviets y compris du plénipotentiaire soviétique Ian Antonovitch Berzin. (Certains historiens voient dans l'expulsion de la légation des Soviets davantage le résultat de pressions des alliés qui refusaient de voir la Suisse tomber dans la révolution communiste que le résultat d'une implication de la légation dans les agitations de novembre dont la réalité est controversée.) Le Comité d'Olten capitula le 14 novembre et le lendemain la révolution fut stoppée, permettant au travail de reprendre à travers le pays. S'ensuivit une campagne médiatique haineuse dans les journaux socialistes vis-à-vis des institutions et l'armée de milice (cf. par exemple l'article du 18 novembre 1918 « La grippe [qui avait décimé les rangs de l'armée] venge les travailleurs » anonyme mais attribuable au révolutionnaire Humbert-Droz publié dans le journal La Sentinelle dirigé par Paul Graber),.
Malgré l'échec de la grève générale, celle-ci conduisit au renouvellement anticipé du Conseil national en 1919 sur la base du système proportionnel qui venait ainsi remplacer le système majoritaire prévalant jusqu'alors. Ce changement de régime permit au Parti socialiste de prendre 41 mandats.
Toutefois, les meneurs de la grève générale, 3 500 personnes, en particulier les dirigeants du comité d'Olten, seront jugés et 147 d'entre eux seront condamnés. Robert Grimm verra son immunité parlementaire levée et sera condamné à 6 mois de prison, période pendant laquelle il écrira son ouvrage Histoire de la Suisse en termes de lutte des classes. L'épisode de la grève générale servira pendant des décennies à diaboliser la gauche suisse. L'histoire revisitée dans la foulée de 1968 permettra l'avènement d'un œil bienveillant sur ces évènements de 1918 qui constituent le plus grand évènement social de l'histoire de la Suisse.
En 1920, à la suite de l'échec de la révolution suisse, le Parti socialiste refusa d'adhérer à la IIIe Internationale, ce qui entraîna la scission du parti avec son aile gauche qui alla former le parti communiste en 1921. Le Parti socialiste abandonna l'idée de la révolution violente et se prononça pour la voie légale pour poursuivre ses buts marxistes, c'est-à-dire la substitution de la propriété privée par la propriété collective, la nationalisation des grandes entreprises et des banques et la socialisation de tous les moyens de production. Le Parti communiste nouvellement créé, poursuivant les mêmes objectifs marxistes que le Parti socialiste, conserva le principe de la révolution et de la dictature du prolétariat afin de les atteindre.

### Dates importantes

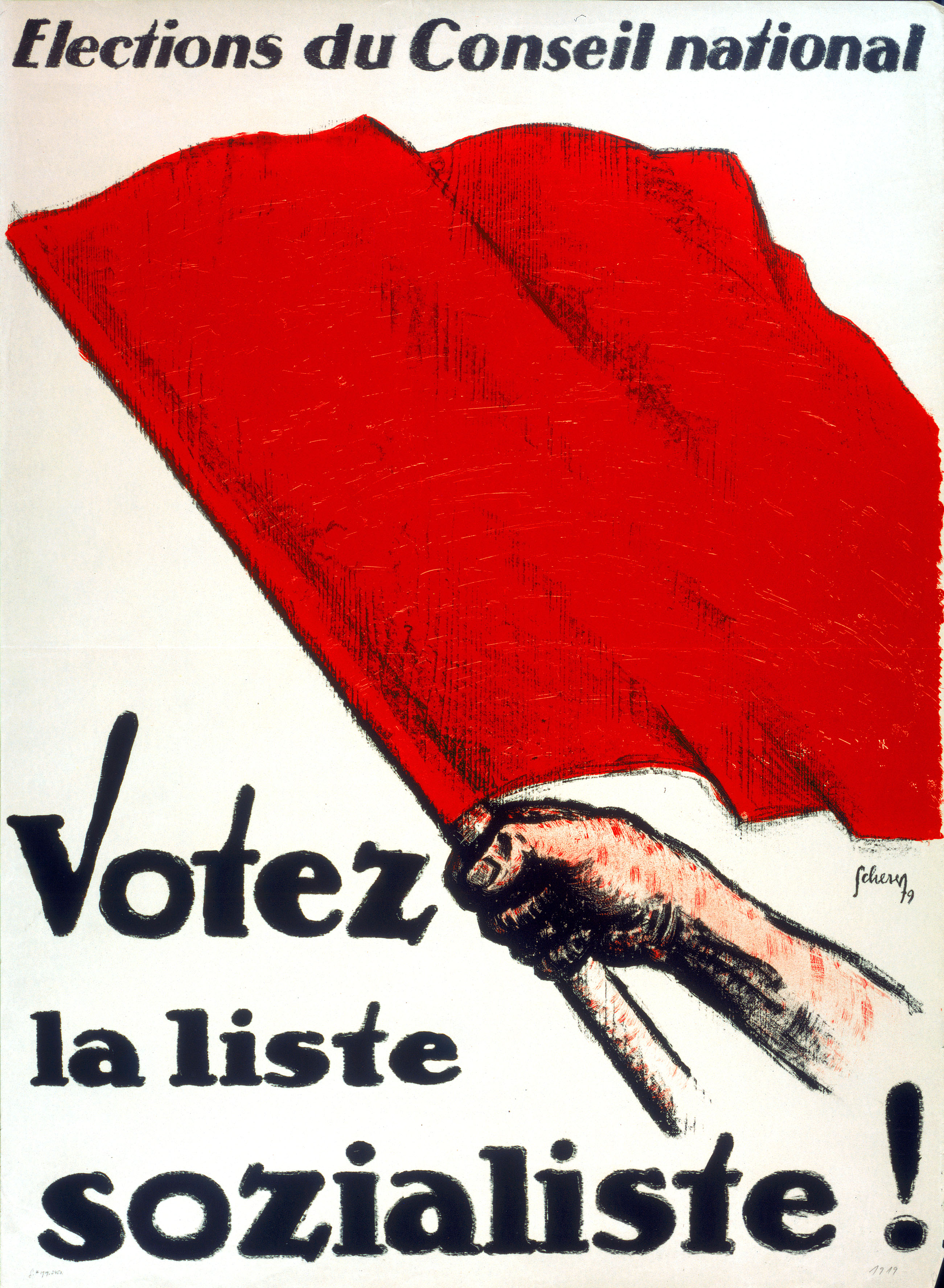
Affiche pour les élections fédérales suisses de 1919.

#### 1838-1920: fondation et débuts
- 1838 : Fondation de la Société du Grütli à Genève.
- 1864 : Fondation de la section Suisse de l'Internationale socialiste
- 1870 : Fondation du Parti socialiste suisse à Zurich avec le soutien de la société du Grütli.
- 1873 : Le premier congrès ouvrier suisse précurseur de l'Union syndicale suisse réunissant notamment le Parti socialiste, la société du Grütli, les syndicats se réunit à Olten.
- 1888 : La Conférence ouvrière suisse du 21 octobre 1888 décide à Berne la création du Parti socialiste suisse.
- 1890 : Jakob Vogelsanger (Zurich) est le premier socialiste élu au Conseil national.
- 1904 : Le Congrès d'Aarau adopte le programme marxiste du PS suisse élaboré par Otto Lang (juge cantonal à Zurich).
- 1911 : Les 18 socialistes élus au Conseil national constituent pour la première fois un groupe parlementaire.
- 1912 : Au Congrès de Neuchâtel sont adoptées des mesures qui obligent notamment le PS suisse et ses organes à utiliser toutes les possibilités « d'agir pour l'instauration du droit de vote des femmes ».
- 1913 : Le PS suisse dépose une nouvelle initiative pour l'introduction de la proportionnelle au Conseil national. Celle-ci sera acceptée par le peuple en 1918.
- 1917 : Lénine, réfugié en Suisse et membre du Parti socialiste suisse, retourne en Russie pour la révolution.
- 1917 : Le Parti socialiste suisse refuse le budget militaire et appelle au refus de servir en pleine guerre mondiale.
- 1918 : Le Comité d'Olten, fondé par le PS suisse et l'Union syndicale suisse (USS) et présidé par Robert Grimm, répond à la levée de troupes, décidée par le Conseil fédéral à l'instigation du général Ulrich Wille, par un appel à la grève générale sur la base de 9 revendications (la fin de la grève est décidée après trois jours à la suite d'un ultimatum du Conseil fédéral)
- 1919 : Lors des premières élections au Conseil national à la proportionnelle, le PS suisse double ses mandats passant de 20 à 41 sièges. Le siège central du PS suisse est déplacé de Zurich à Berne.

#### 1921-1945: l'entre-deux-guerres
- 1921 : Les 21 conditions pour l'entrée à la Troisième Internationale sont refusées lors du Congrès et lors de la votation à la base. La gauche du parti, forte de 5 000 membres environ, quitte le parti. Cette aile gauche crée ensemble le Parti communiste suisse.
- 1924 : La loi Schulthess est refusée par le peuple. Le référendum lancé par un comité formé du PS suisse, de l'USS et de l'ensemble des associations d'employés est parvenu à faire échouer la tentative de remettre en question la semaine de 48 heures.
- 1926 : Entrée du PS suisse à la Internationale ouvrière socialiste. Le Congrès décide de mettre sur pied une commission de lutte contre le militarisme et préconise également que les socialistes du Conseil national refusent désormais le budget militaire en bloc.
- 1927 : La Conférence féminine du PS suisse exige l'introduction d'une assurance-maternité.
- 1931 : Après les élections au Conseil national, le PS suisse devient le premier parti du pays.
- 1932 : Le 9 novembre 1932, des recrues tirent sans sommation sur une manifestation ouvrière antifasciste à Genève. Cette fusillade fait 13 morts et 63 blessés.
- 1933 : Le Congrès refuse le front commun avec le Parti communiste suisse. Lors des élections à Genève est élu le premier gouvernement cantonal à majorité socialiste sous la direction de Léon Nicole. C'est pour contrer cette victoire et permettre l'amalgame que la même année, l'EIA crée sa commission Pro-Deo, organisation anticommuniste et conservatrice à Genève.
- 1935 : Le nouveau programme du PS suisse, accepté au Congrès de Lucerne, rejette la notion de « dictature du prolétariat » et reconnaît la défense nationale. Le Congrès se prononce pour une transformation économique et sociale de la Suisse capable d'assurer à l'ensemble du peuple suisse une existence décente.
- 1939 : Léon Nicole est exclu du PS suisse à cause de ses positions favorables au Pacte germano-soviétique. Il fonde la Fédération socialiste suisse.
- 1942 : Fort des expériences des années 1930, de la crise et du fascisme, le Congrès adopte un programme d'action intitulé La nouvelle Suisse et applicable dès la fin de la guerre.
- 1943 : Victoire aux élections du Conseil national avec 56 sièges sur 194, le PS suisse constitue alors le groupe le plus important de la chambre basse. Ernst Nobs entre au Conseil fédéral.
- 1944 : Fondation du Parti suisse du travail (PdT), composé d'anciens communistes, de dissidents du PS suisse et d'indépendants de gauche[27].

#### 1945-2000: seconde moitié duXXesiècle
- 1947 : L'article constitutionnel sur l'AVS est accepté par le peuple. Une des revendications de la grève nationale de 1918 est ainsi adoptée.
- 1949 : Ernst Nobs premier président socialiste de la Confédération. Il gèra le département des finances du 1er janvier 1944 au 31 décembre 1951.
- 1953 : Max Weber quitte le Conseil fédéral le jour du rejet par le peuple du projet de réforme des finances fédérales. Le parti se retrouve alors dans l'opposition.
- 1959 : Le Congrès de Winterthour adopte un nouveau programme, en se reconnaissant clairement comme un parti de socialisme réformiste « fondé sur la démocratie ».
- 1963 : Lancement du bimensuel Domaine public par des membres actifs de sections cantonales romandes du PS suisse.
- 1965 : Emma Kammacher est élue présidente du Grand Conseil genevois. Elle est la première femme socialiste à présider un parlement cantonal.
- 1972 : Le Congrès rejette le soutien de l'initiative du PdT pour une sécurité sociale unique et généralisée et soutient la solution des trois piliers.
- 1978 : Lancement de l'initiative sur les banques lors du Congrès de Bâle et soutien - contre la volonté du comité central et du conseiller fédéral Willi Ritschard - à l'initiative anti-atomique.
- 1982 : Le Congrès de Lugano adopte le nouveau programme du PS suisse, encore en vigueur aujourd'hui.
- 1983 : L'échec de la candidate officielle du PS suisse au Conseil fédéral Lilian Uchtenhagen, battue par Otto Stich, suscite une vague d'indignation et conduit aux plus vastes débats que le parti ait connu sur la participation au gouvernement.
- 1984 : Le congrès extraordinaire du PS suisse de Berne décide le maintien au gouvernement par 773 voix contre 511[28].
- 1990 : Le PS suisse formule sa politique d'intégration européenne avec des mesures compensatoires en politique intérieure.
- 1991 : Le PS suisse demande une ouverture rapide des négociations d'adhésion à la CEE.
- 1992 : Au Congrès de Genève, le PS suisse soutient l'adhésion à l'Espace économique européen (refusée en votation populaire) comme premier pas en direction de l'adhésion à la CEE et adopte des thèses qui prévoient la décriminalisation de la consommation, la remise médicalement contrôlée et la légalisation à long terme de la drogue.
- 1993 : Après le retrait du conseiller fédéral René Felber, la majorité bourgeoise du parlement élit Francis Matthey au Conseil fédéral, au lieu de la candidate socialiste officielle Christiane Brunner. Après la renonciation de Matthey, sommé par le PS de se retirer, c'est la secrétaire syndicale Ruth Dreifuss qui est élue une semaine plus tard, le 10 mars, comme première conseillère fédérale socialiste.
- 1994 : l'initiative populaire « Pour la protection des régions alpines contre le trafic de transit » que soutient le PS suisse est acceptée par le peuple. Le Congrès extraordinaire de Berne adopte un vaste programme en matière économique. Le PS suisse décide de combattre le relèvement de l'âge de la retraite des femmes dans le cadre de l'AVS.
- 1995 : le peuple suisse rejette trois projets en matière de politique agricole que le PS suisse combattait, et donne ainsi un signe politique clair contre la politique agricole menée jusqu'alors, ainsi que pour l'écologisation de l'agriculture. Lors des élections fédérales, le PS suisse gagne 13 sièges au Conseil national et 6 au Conseil des États et devient le plus important parti au Conseil national.

#### Depuis 2000
- 2003 : le PS suisse devient le 2e parti de Suisse avec 23,3 % des voix.
- 2007 : le PS suisse subit une défaite lors de la votation populaire du 11 mars 2007 sur l'initiative populaire « Pour une caisse maladie unique et sociale », avec seulement 28,8 % pour le Oui contre 71,2 % pour le Non.
- 2007 : le PS suisse perd les élections au Conseil national (-neuf sièges) mais conserve intégralement ses positions au Conseil des États avec neuf sièges. Ses députés contribuent à l'éviction de Christoph Blocher du Conseil fédéral.
- 2008 : la loi sur l'imposition des entreprises que le PS combattait est acceptée d'extrême justesse par 50,5 % des voix alors que les sondages prévoyaient une acceptation plus large.
- 2010 : le Parti socialiste
- ne réussit pas à faire passer devant le peuple son initiative pour lutter contre la concurrence fiscale intitulée « Pour des impôts justes et équitables »[29].
- 2013 : le Parti socialiste soutient deux initiatives soumises au peuple en 2013 concernant les salaires : une de la Jeunesse socialiste, rejetée par le peuple (1:12[29], visant à limiter le rapport entre le plus petit et le plus grand salaire au sein d'une entreprise à 1/12) et une du député Thomas Minder, contre les rémunérations abusives[29].
- 2014 : le 18 mai, deux objets importants sont soumis au peuple : l'initiative du PS suisse et des syndicats en faveur de l'instauration d'une salaire minimum fédéral de 22 francs de l'heure et le référendum contre le fonds Gripen (achats d'avions de chasse par l'armée suisse). Alors que le premier objet est rejeté par le peuple, la population suisse rejette également le second, offrant ainsi une grande victoire politique à la gauche et au PS, seul parti gouvernemental s'étant opposé à l'avion de chasse suédois. Au mois de septembre, une autre initiative socialiste est soumise à la population: celle visant à créer une caisse maladie publique. Elle est également rejetée.
- 2017 : la journée de votation du 12 février 2017 est notamment marquée par deux objets d'importance capitale pour le PS suisse : la troisième réforme de l'imposition des entreprises (RIE) III ainsi que la naturalisation facilitée pour les étrangers de troisième génération. Si ce dernier objet, porté par la conseillère nationale PS Ada Marra, fut accepté par le peuple avec 60,4 % de oui, la RIE III fut quant à elle rejetée à hauteur de 59,1 % des voix. Le PS et la gauche sortirent ainsi victorieux de ces votations, malgré une majorité absolue de droite au Conseil national depuis les élections fédérales de 2015.

## Élections

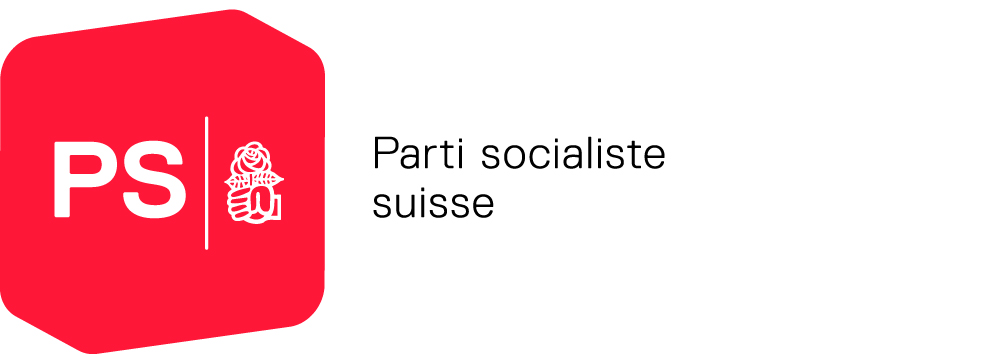
Le nouveau logo du Parti socialiste suisse.

### Élections de 2003
Aux élections fédérales du 19 octobre 2003, le parti remporte 23,3 % des voix, améliorant son score de 1999 (22,5 %). Le Parti socialiste est ainsi le deuxième parti de Suisse, sur le plan fédéral, derrière l'Union démocratique du centre (UDC), qui avait emporté 26,6 % des suffrages aux élections fédérales de 2003. Le PS suisse obtient 52 des 200 sièges du Conseil national (dont 46 % de femmes) et 9 des 46 sièges du Conseil des États (dont 44 % de femmes). Le groupe parlementaire socialiste est ainsi le deuxième groupe de l'Assemblée fédérale, avec 61 élus, derrière l'UDC, qui en compte 63. Le conseiller fédéral Moritz Leuenberger est chargé de l'environnement, des transports, de l'énergie et de la communication et Micheline Calmy-Rey des affaires étrangères.
Au niveau cantonal, le PS suisse occupe en 2007 562 sièges dans les différents parlements cantonaux (2e parti politique derrière le Parti démocrate-chrétien) et 33 mandats dans les différents gouvernements cantonaux (3e parti politique derrière le Parti démocrate-chrétien et le Parti radical-démocratique).

### Élections de 2007
En 2007, le Parti socialiste subit une baisse significative de son nombre d'élus sous la coupole fédérale. Le PS suisse compte alors 41 élus au Conseil national et 9 au Conseil des États. Avec 49 parlementaires, le groupe socialiste est le troisième groupe à l'Assemblée fédérale, derrière le Groupe de l'Union démocratique du centre (68 sièges) et le groupe PDC/PEV/PVL (51), mais devant le Groupe libéral-radical (47) et les Verts (24). Lors de l'élection du Conseil fédéral par les chambres fédérales, l'année 2007 est restée célèbre en raison de la non-réélection du membre du gouvernement Christoph Blocher (UDC/ZH), remplacé par sa collègue de parti Eveline Widmer-Schlumpf (UDC/GR), alors candidate officieuse présentée par la gauche pour contrer Blocher.

### Élections de 2011
Lors des élections fédérales de 2011, le Parti socialiste réussit une excellente campagne et remporte 46 sièges au Conseil national (+5) et 11 sièges au Conseil des États (+2). Avec 57 élus, le groupe socialiste redevient le deuxième groupe aux chambres fédérales, avec notamment 26 femmes.

### Élections de 2015
Malgré une tendance globale d'affaiblissement de la gauche de gouvernement en Europe, le PS suisse voit son nombre d'élus au Conseil des États augmenter et passer à 12 sièges (+1) dont quatre femmes. Il remporte 43 sièges au Conseil national (−3). Avec un total de 55 sièges aux chambres fédérales dont 29 femmes, le PS suisse demeure le deuxième groupe aux Chambres fédérales avec la particularité d'être le premier grand groupe à compter davantage de femmes que d'hommes parmi ses membres.

### Élections de 2019
Le Parti socialiste obtient 39 sièges (−4) au Conseil national et 9 sièges (−3) au Conseil des États à l'issue des élections, soit son plus mauvais résultat au Conseil national depuis l'introduction de l'élection au système proportionnel. Au Conseil des États, il s'agit de son troisième meilleur résultat historique (après 2011 et 2015). Le PS Suisse demeure le deuxième groupe aux Chambres fédérales.
Le parti semble payer le prix de certaines compromissions avec la droite telles que le relèvement de l’âge de la retraite des femmes et la baisse de la fiscalité des grandes entreprises.

### Élections de 2023
Le parti socialiste enregistre une légère hausse de 2 sièges au conseil national avec 41 sièges et reste stable au conseil des États avec 9 sièges. Il conserve et renforce ainsi sa place de deuxième parti du pays, avec 18,3 % des voix, et gagne ainsi 1,4 % par rapport aux élections précédentes. Alors que la gauche radicale perd ses deux sièges et n'est plus représentée à Berne et que les Verts en perdent 5, la relativement bonne performance du PS lors de ses élections ne compense donc pas le recul effectif de la gauche tant au conseil national qu'aux États.

## Dirigeants

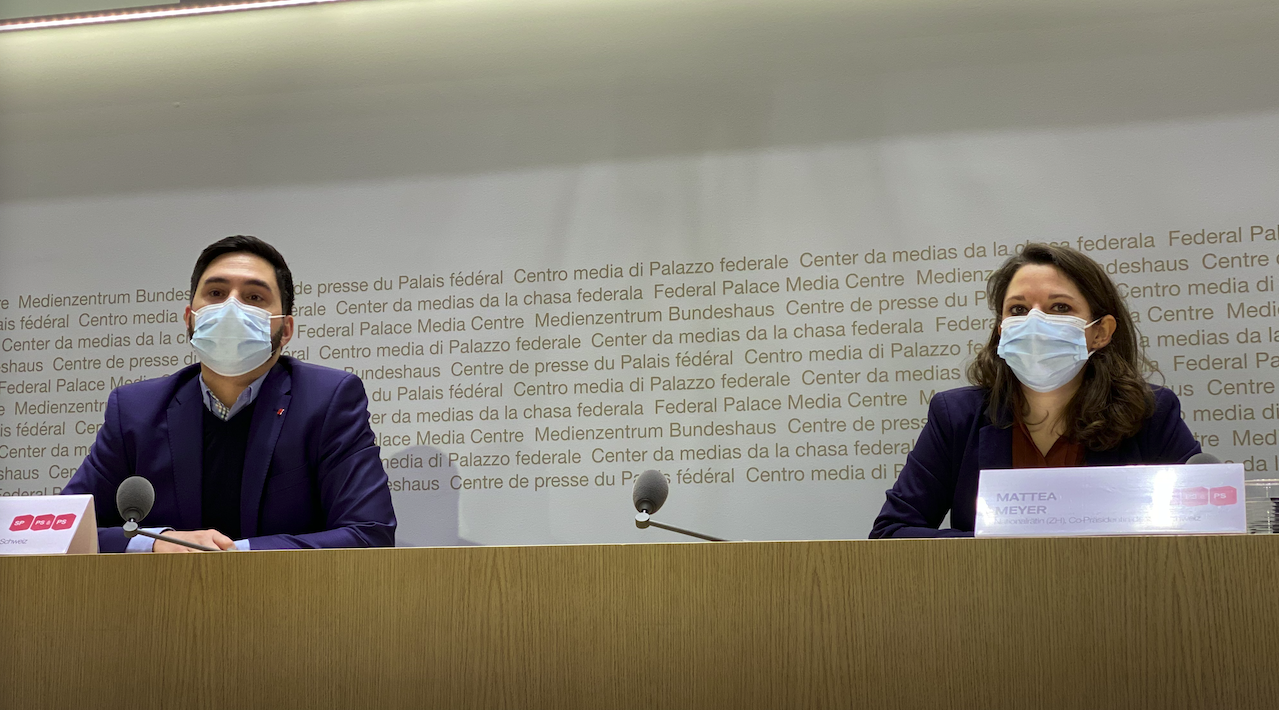
Les co-présidents Mattea Meyer et Cédric Wermuth, lors d'une conférence de presse le 29 janvier 2021 à Berne.

### Comité directeur
- Mattea Meyer, co-présidente (17 octobre 2020)
- Cédric Wermuth, co-président (17 octobre 2020)
- Jacqueline Badran, vice-présidente (17 octobre 2020)
- Samuel Bendahan, vice-président (17 octobre 2020)
- Barbara Gysi, vice-présidente (9 septembre 2012)
- Ronja Jansen, vice-présidente (17 octobre 2020)
- Ada Marra, vice-présidente (2 décembre 2018)
- Jon Pult, vice-président (17 octobre 2020)
- Rebekka Wyler et Michael Sorg, co-secrétaires générales (23 février 2017)
- Roger Nordmann, président du groupe parlementaire (novembre 2015)
- Tamara Funiciello et Martine Docourt, représentantes des « Femmes* socialistes »
- Nina Schläfli, élue par le Congrès
- Nicola Siegrist et Muriel Günther, représentants de la Jeunesse socialiste
- Mirjam Veglio et Ueli Egger, co-présidents du PS bernois
- Pierre Dessemontet, vice-président du PS vaudois
- Priska Seiler Graf et Andi Daurù, co-présidents du PS Zurich
- Barbara Lanthemann et Martin Pfister, représentants de la conférence de coordination
- Christine Goll et Carlo Lepori, représentants du PS60+,
- Osman Osmani et Françoise Bassand, représentants des PS Migrant-e-s

### Dirigeants historiques

#### Présidents du PS suisse
- 1888-1890 Alexander Reichel (Berne)
- 1890-1892 Albert Steck (Berne)
- 1892-1894 Eugen Wullschleger (Bâle)
- 1894-1897 Wilhelm Fürholz (Soleure)
- 1897-1898 Karl Zgraggen (Berne)
- 1898-1898 Paul Brandt (Saint-Gall)
- 1898-1901 Otto Lang (Zurich)
- 1901-1902 Josef Albisser (Lucerne)
- 1902-1909 Gottfried Reimann (Bienne)
- 1909-1911 Eduard Kessler (Olten)
- 1911-1912 Johann Näher (Bienne)
- 1912-1916 Fritz Studer (Winterthour)
- 1916-1918 Emil Klöti (Zurich)
- 1918-1918 Jakob Gschwend (Zurich)
- 1919-1919 Gustav Müller (Berne)
- 1919-1935 Ernst Reinhard (Berne)
- 1935-1952 Hans Oprecht (Zurich)
- 1952-1962 Walther Bringolf (Schaffhouse)
- 1962-1970 Fritz Grütter (Berne)
- 1970-1975 Arthur Schmid Jr. (Aarau)
- 1975-1990 Helmut Hubacher (Bâle)
- 1990-1997 Peter Bodenmann (Brigue)
- 1997-2000 Ursula Koch (Zurich)
- 2000-2004 Christiane Brunner (Genève)
- 2004-2008 Hans-Jürg Fehr (Schaffhouse)
- 2008-2020 Christian Levrat (Fribourg)
- depuis 2020 Cédric Wermuth (Zofingue) et Mattea Meyer (Bâle)

#### Présidents du groupe parlementaire
- 1919-1925 Ernest-Paul Graber (Neuchâtel)
- 1925-1936 Arthur Schmid Sr. (Argovie)
- 1936-1945 Robert Grimm (Berne)
- 1945-1953 Walther Bringolf (Schaffhouse)
- 1953-1957 Fritz Grütter (Berne)
- 1957-1965 Matthias Eggenberger (Saint-Gall)
- 1966-1969 Pierre Graber (Vaud)
- 1969-1971 Edmund Wyss (Bâle-Ville)
- 1971-1972 Anton Muheim (Lucerne)
- 1972-1978 Richard Müller (Berne)
- 1978-1980 Heinz Bratschi (Berne)
- 1980-1981 René Felber (Neuchâtel)
- 1981-1983 Félicien Morel (Fribourg)
- 1983-1987 Dario Robbiani (Tessin)
- 1987-1995 Ursula Mauch (Argovie)
- 1995-1999 Ursula Hafner (Schaffhouse)
- 1999-2002 Franco Cavalli (Tessin)
- 2002-2006 Hildegard Fässler (Saint-Gall)
- 2006-2011 Ursula Wyss (Berne)
- 2011-2015 Andy Tschümperlin (Schwytz)
- 2015-2023 Roger Nordmann (Vaud)
- depuis 2023 Samuel Bendahan (Vaud), Samira Marti (Bâle-campagne)

## Conseillers fédéraux
- 1943-1951 Ernst Nobs
- 1951-1953 Max Weber
- 1959-1969 Willy Spühler
- 1959-1973 Hans Peter Tschudi
- 1969-1977 Pierre Graber
- 1973-1983 Willi Ritschard
- 1977-1987 Pierre Aubert
- 1987-1993 René Felber
- 1983-1995 Otto Stich
- 1993-2002 Ruth Dreifuss
- 1995-2010 Moritz Leuenberger
- 2003-2011 Micheline Calmy-Rey
- 2010-2022 Simonetta Sommaruga
- 2011-2023 Alain Berset
- 2023-... Élisabeth Baume-Schneider
- 2024-... Beat Jans

## Membres du groupe socialiste aux Chambres fédérales
Les parlementaires suivants font partie du groupe socialiste aux Chambres fédérales.
Conseil des États :
| Nom                         | Election | Législature   | Canton | Commentaires                                                                   |
| --------------------------- | -------- | ------------- | ------ | ------------------------------------------------------------------------------ |
| Mathilde Crevoisier-Crelier | 2019     | 51e, 52e      | JU     | Succède en 2022 à Elisabeth Baume-Schneider (PS/JU), élue conseillère fédérale |
| Eva Herzog                  | 2019     | 51e, 52e      | BS     |                                                                                |
| Baptiste Hurni              | 2023     | 52e           | NE     |                                                                                |
| Daniel Jositsch             | 2015     | 50e, 51e, 52e | ZH     |                                                                                |
| Pierre-Yves Maillard        | 2023     | 52e           | VD     |                                                                                |
| Franziska Roth              | 2023     | 52e           | SO     |                                                                                |
| Carlo Sommaruga             | 2019     | 51e, 52e      | GE     |                                                                                |
| Simon Stocker               | 2023     | 52e           | SH     |                                                                                |
| Flavia Wasserfallen         | 2023     | 52e           | BE     |                                                                                |

Conseil national :
- Samuel Bendahan (co-président du groupe)
- Samira Marti (co-présidente du groupe)
- Nadine Masshardt (vice-présidente du groupe)
- Matthias Aebischer
- Islam Alijaj
- Emmanuel Amoos
- Jacqueline Badran
- Simona Brizzi
- Hasan Candan
- Brigitte Crottaz
- Christian Dandrès
- Martine Docourt
- Laurence Fehlmann Rielle
- Pierre-Alain Fridez
- Claudia Friedl
- Tamara Funiciello
- Barbara Gysi
- Jessica Jaccoud
- Min Li Marti
- Mattea Meyer
- Fabian Molina
- Martina Munz
- Roger Nordmann
- Eric Nussbaumer (président du conseil national en 2024)
- Valérie Piller Carrard
- Jon Pult
- Estelle Revaz
- Anna Rosenwasser
- David Roth
- Farah Rumy
- Nina Schläfli
- Priska Seiler Graf
- Bruno Storni
- Gabriela Suter
- Jean Tschopp
- Brenda Tuosto
- Cédric Wermuth
- Céline Widmer
- Sarah Wyss
- Andrea Zryd
- Ursula Zybach

## Mouvements affiliés

### Partis cantonaux
Le Parti socialiste se divise en sections cantonales, 27 exactement (il existe deux sections dans le canton du Valais).

### Femmes socialistes suisses
Les Femmes socialistes suisses sont un organe indépendant à l'intérieur du Parti socialiste suisse. Toute femme membre du PS suisse en est membre. Elles ont un quota de déléguées aux Congrès et sont représentées dans le Conseil de parti.

### Jeunesse socialiste suisse

Le logo de la Jeunesse socialiste suisse.

La Jeunesse socialiste (JS) est l'organisation de jeunesse du parti. Elle est indépendante et prend seule ses décisions. Ses membres, écoliers, jeunes travailleurs ou étudiants, planifient des campagnes et des actions politiques, récoltent des signatures, manifestent et discutent. Il y a un quota de délégués de la Jeunesse socialiste aux Congrès du PS, et la JS est représentée au Conseil de parti du PS et à la Vice-présidence.

### PS60+
Le PS60+ représente, en fonction de leurs expériences et de leurs modes de vie, la vision des générations plus âgées. Le PS60+ lutte pour l’égalité des droits, l’autodétermination et le respect de la dignité des personnes de plus de 60 ans au sein de la société. Le PS60+ développe et formule les revendications des personnes âgées de 60 ans et plus, à l'intérieur comme à l'extérieur du PS suisse. Il contribue — aux échelons national, cantonal et local — à promouvoir les valeurs, projets et objectifs politiques du PS suisse auprès des générations plus âgées. Le PS60+ possède un quota de délégués aux Congrès et des sièges au Conseil de parti.

### PS Migrants
Le PS Migrants suisse s’engage pour la participation politique des personnes issues de la migration à l’intérieur et à l’extérieur du PS suisse.
Son but est l’égalité de tous les migrants, que ce soit dans la société ou le domaine politique, économique, social ou culturel, la mise en œuvre des droits humains et l’élimination de la discrimination envers les migrants.
Parallèlement, le PS Migrants soutient, en tant qu’intermédiaire, le PS suisse dans son engagement dans les pays d’origine des migrantes et des migrants en faveur des valeurs et de la politique socialistes, comme la paix, la résolution pacifique des conflits, l’émancipation, l’autodétermination, l’égalité de toutes et de tous et la fin de l’exploitation. Il possède un quota de délégués aux Congrès et des sièges au Conseil de parti.

### PS queer
Le PS queer est composé des membres du Parti socialiste suisse qui se sentent appartenir à la communauté LGBTQIA+ ou qui souhaitent s’engager en faveur des revendications de celle-ci. Le PS queer a un quota de délégués aux Congrès et est représenté au Conseil de parti.

## Résultats électoraux

### Élections au Conseil national
| Année | Votes   | Votes | Députés  | Rang[1]     |
| Année | Voix    | %     | Députés  | Rang[1]     |
| ----- | ------- | ----- | -------- | ----------- |
| 1919  |         | 23,5  | 41 / 198 | 2e          |
| 1922  |         | 23,3  | 43 / 198 | 2e          |
| 1925  |         | 25,8  | 49 / 198 | 2e          |
| 1928  |         | 27,4  | 50 / 198 | 1er ex æquo |
| 1931  |         | 28,7  | 49 / 187 | 1er         |
| 1935  |         | 28,0  | 50 / 187 | 1er         |
| 1939  |         | 25,9  | 45 / 187 | 1er         |
| 1943  |         | 28,6  | 56 / 194 | 1er         |
| 1947  |         | 26,2  | 48 / 194 | 1er         |
| 1951  |         | 26,0  | 49 / 196 | 1er         |
| 1955  |         | 27,0  | 53 / 196 | 1er         |
| 1959  |         | 26,4  | 51 / 196 | 1er         |
| 1963  |         | 26,6  | 53 / 200 | 1er         |
| 1967  |         | 23,5  | 50 / 200 | 1er         |
| 1971  | 452 195 | 22,9  | 46 / 200 | 1er         |
| 1975  | 477 125 | 24,9  | 55 / 200 | 1er         |
| 1979  | 443 794 | 24,4  | 51 / 200 | 1er         |
| 1983  | 444 365 | 22,8  | 47 / 200 | 2e          |
| 1987  | 353 334 | 18,4  | 41 / 200 | 3e          |
| 1991  | 373 664 | 18,5  | 41 / 200 | 2e          |
| 1995  | 410 136 | 21,8  | 54 / 200 | 1er         |
| 1999  | 438 555 | 22,5  | 51 / 200 | 2e          |
| 2003  | 490 392 | 23,3  | 52 / 200 | 2e          |
| 2007  | 450 308 | 19,5  | 43 / 200 | 2e          |
| 2011  | 451 236 | 18,7  | 46 / 200 | 2e          |
| 2015  | 475 071 | 18,8  | 43 / 200 | 2e          |
| 2019  | 408 128 | 16,84 | 39 / 200 | 2e          |
| 2023  | 466 713 | 18,3  | 41 / 200 | 2e          |

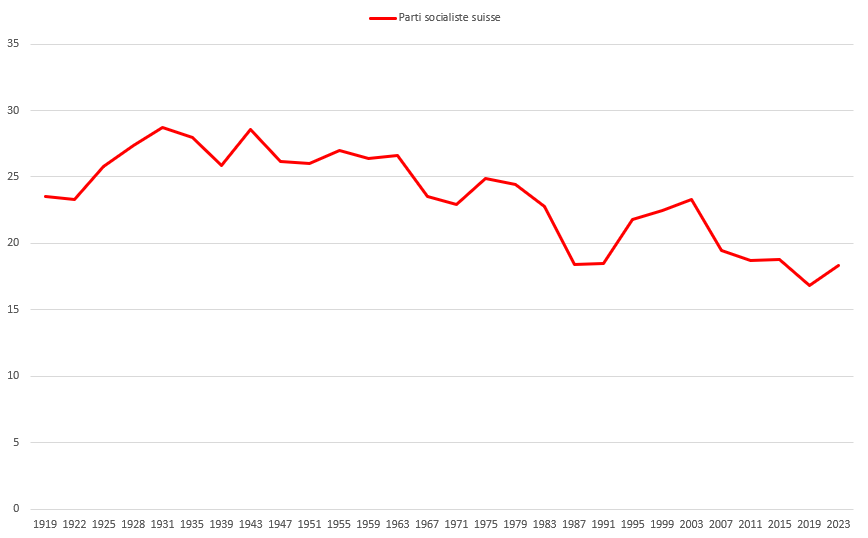
Évolution des résultats électoraux du Parti Socialiste Suisse au Conseil National, de 1919 à 2023.

- ^  Par rapport au pourcentage de vote.

### Élections au Conseil des États
| Année | Députés | Rang[2]    |
| ----- | ------- | ---------- |
| 1919  | 0 / 44  |            |
| 1922  | 1 / 44  | 3e ex æquo |
| 1925  | 2 / 44  | 3e         |
| 1928  | 0 / 44  |            |
| 1931  | 2 / 44  | 4e         |
| 1935  | 3 / 44  | 3e ex æquo |
| 1939  | 3 / 44  | 4e         |
| 1943  | 5 / 44  | 3e         |
| 1947  | 5 / 44  | 3e         |
| 1951  | 4 / 44  | 3e         |
| 1955  | 5 / 44  | 3e         |
| 1959  | 2 / 44  | 5e ex æquo |
| 1963  | 3 / 44  | 4e ex æquo |
| 1967  | 2 / 44  | 6e         |
| 1971  | 4 / 44  | 4e         |
| 1975  | 5 / 44  | 3e ex æquo |
| 1979  | 9 / 46  | 3e         |
| 1983  | 6 / 46  | 3e         |
| 1987  | 5 / 46  | 3e         |
| 1991  | 3 / 46  | 4e ex æquo |
| 1995  | 5 / 46  | 3e ex æquo |
| 1999  | 6 / 46  | 4e         |
| 2003  | 9 / 46  | 3e         |
| 2007  | 9 / 46  | 3e         |
| 2011  | 11 / 46 | 2e ex æquo |
| 2015  | 12 / 46 | 3e         |
| 2019  | 9 / 46  | 3e         |
| 2023  | 9 / 46  | 3e         |

- ^  Par rapport au nombre de conseillers aux États.